# OpenCoffee Club
OpenCoffee Club is een networking-concept dat in 2007 in Londen werd opgericht door Saul Klein, tevens een van de oprichters van Skype. Het doel van de netwerkevenementen was om ondernemers, softwareontwikkelaars en investeerders te stimuleren om op een informele manier kennis met elkaar te maken. 
Open Coffee wordt periodiek wereldwijd op meer dan 100 verschillende locaties georganiseerd. In Vlaanderen en Nederland worden de evenementen georganiseerd door verschillende bedrijven en organisaties onder de naam "Open Coffee", "OpenCoffee" of "Open Koffie". 
Sinds de coronapandemie in 2020 worden de evenementen ook online georganiseerd onder de naam "Online Coffee Break". 